# Mannersdorfer Straße
De Mannerssdorfer Straße B15 is een Bundesstraße in de Oostenrijkse deelstaten Neder-Oostenrijk en Burgenland.
De weg verbindt Leopoldsdorf via Mannersdorf am Leithagebirge, met Dommerskirchen, de weg is 38 km lang.
Routebeschrijving
De B15 begint in het uiterste zuiden van Leopoldsdorf op een afrit van de B16. De weg loopt in zuidoostelijke richting en kruist op een rotonde in het zuiden van Maria Lanzendorf de B11. Dan loopt de B15 verder via de rondweg van Himberg waar in het zuidoosten van het stadje op een rotonde de B15a aansluit. De weg loopt verder door Ebergassing, Götzendorf an der Leitha waar ze een korte samenloop heeft met de B60, Mannersdorf am Leithagebirge en Hof am Leithabirge voor ze de deelstaatgrens met Burgenland bereikt.
Burgenland
De B15 loopt nog door Donnerskirchen waar ze eindigt op een kruising met de B50.

## Geschiedenis
De Donnerskirchener Straße tussen Donnerskirchen en Hof werd volgens een verordening ven de deelstaatsregering van Burgenland op 20 Augustus 1928 naar Bezirksstraße hernoemd.
Na de Anschluss werd de weg vanwege de gelijke nummering met Duitsland  Landstraße I. Ordnung vanaf 1 april 1940 omgedoopt in L.I.O.71. met de inwerkingtreding van de  Neder-Oostenrijkse wegenwet op 12 juli 1956 werden die voormalige Bezirksstraßen in Landesstraßen omgenoemd en werd de huidige Mannersdorfer Straße de L160.
De Mannersdorfer Straße behoort sinds 1 januari 1972 tot de Bundesstraßen in Oostenrijk. In 2002 werd de weg overgedragen aan de  deelstaatsregering.
De rondweg van Himberg werd in 2006 geopend.
B1 · 
B2 · 
B3 · 
B4 · 
B5 · 
B6 · 
B7 · 
B8 · 
B9 · 
B10 · 
B11 · 
B12 · 
B13 · 
B14 · 
B15 · 
B16 · 
B17 · 
B18 · 
B19 · 
B20 ·  
B21 · 
B22 · 
B23 · 
B24 · 
B25 · 
B26 · 
B27 · 
B28 · 
B29 · 
B30 · 
B31 · 
B32 · 
B33 · 
B34 · 
B35 · 
B36 · 
B37 · 
B38 · 
B39 · 
B40 · 
B41 · 
B42 · 
B43 · 
B44 · 
B45 · 
B46 · 
B47 · 
B48 · 
B49 · 
B50 · 
B51 · 
B52 · 
B53 · 
B54 · 
B55 · 
B56 · 
B57 · 
B58 · 
B59 · 
B60 · 
B61 · 
B62 · 
B63 · 
B64 · 
B65 · 
B66 · 
B67 · 
B68 · 
B69 · 
B70 · 
B71 · 
B72 · 
B73 · 
B74 · 
B75 · 
B76 · 
B77 · 
B78 · 
B79 · 
B80 · 
B81 · 
B82 · 
B83 · 
B84 · 
B85 · 
B86 · 
B87 · 
B88 · 
B89 · 
B90 · 
B91 · 
B92 · 
B93 · 
B94 · 
B95 · 
B96 · 
B97 · 
B98 · 
B99 · 
B100 · 
B105 · 
B106 · 
B107 · 
B108 · 
B109 · 
B110 · 
B111 · 
B113 · 
B114 · 
B115 · 
B116 · 
B117 · 
B119 · 
B120 · 
B121 · 
B122 · 
B123 · 
B124 · 
B125 · 
B126 · 
B127 · 
B129 · 
B130 · 
B131 · 
B132 · 
B133 · 
B134 · 
B135 · 
B136 · 
B137 · 
B138 · 
B139 · 
B140 · 
B141 · 
B142 · 
B143 · 
B144 · 
B145 · 
B146 · 
B147 · 
B148 · 
B149 · 
B150 · 
B151 · 
B152 · 
B153 · 
B154 · 
B155 · 
B156 · 
B158 · 
B159 · 
B160 · 
B161 · 
B162 · 
B163 · 
B164 · 
B165 · 
B166 · 
B167 · 
B168 · 
B169 · 
B170 · 
B171 · 
B172 · 
B173 · 
B174 · 
B175 · 
B176 · 
B177 · 
B178 · 
B179 · 
B180 · 
B181 · 
B182 · 
B183 · 
B184 · 
B185 · 
B186 · 
B187 · 
B188 · 
B189 · 
B190 · 
B191 · 
B192 · 
B193 · 
B197 · 
B198 · 
B199 · 
B200 · 
B201 · 
B202 · 
B203 · 
B204 · 
B205 · 
B209 · 
B210 · 
B211 · 
B212 · 
B213 · 
B214 · 
B215 · 
B216 · 
B217 · 
B218 · 
B219 · 
B220 · 
B221 · 
B222 · 
B223 · 
B224 · 
B225 · 
B226 · 
B227 · 
B228 · 
B229 · 
B230 · 
B303 · 
B305 · 
B309 · 
B310 · 
B311 · 
B316 · 
B317 · 
B319 · 
B320